# Rue Saint-Leufroy
La rue Saint-Leufroy est une ancienne voie de Paris qui était située dans l'ancien 4e arrondissement et qui a disparu lors de la création de la place du Châtelet en 1802.

## Situation
Située entre la  rue Saint-Denis et le pont au Change, cette rue de 56 m, commençait à la rue Trop-Va-Qui-Dure et finissait au no 4 rue de la Triperie et passait sous une voute du grand Châtelet,.
Le pont aux Meuniers aboutissait, vers le nord, à l'entrée de la rue Saint-Leufroy, qui menait droit à la porte du Châtelet, et vers le sud à la tour de l'Horloge. On y accédait, de ce dernier côté, par  une petite ruelle fort courte qui débouchait à l'extrémité de la rue Saint-Barthélemy.

## Origine du nom
Elle devait son nom à l'église Saint-Leufroy, qui y était située, et dont la démolition eut lieu en 1684 pour l'agrandissement des prisons du Châtelet.

## Historique
Le parloir aux bourgeois reste dans cette rue de 1246 à 1357, année où le prévôt des marchands, Étienne Marcel, achète une maison place de Grève qui deviendra l'hôtel de ville de Paris
L'abbaye de Montmartre possédait dans cette rue une maison en forme de banne.
En 1702, la rue, qui fait partie du quartier de Saint-Jacques-de-la-Boucherie, comporte 20 maisons et 3 lanternes.
La rue a disparu en 1802 lors des travaux de démolition du Grand Châtelet. La limite ouest de la place du Châtelet correspondait à la partie ouest de l'ancienne rue Saint-Leufroy, jusqu'au réaménagement complet de la place dans le cadre des travaux haussmanniens dans la deuxième partie du XIXe siècle.

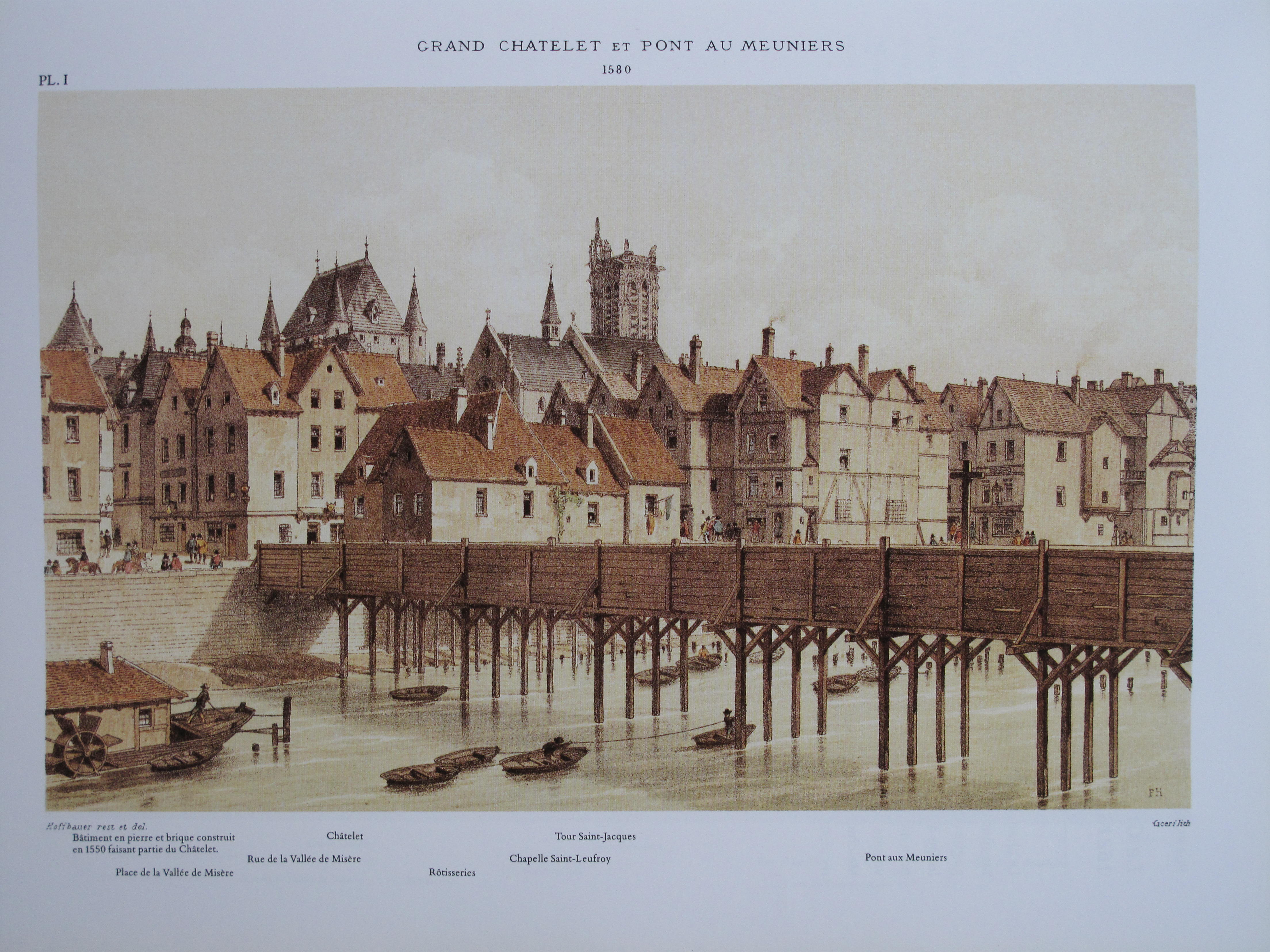
Le pont aux Meuniers entre l'île de la Cité et la rive droite, vers 1580.
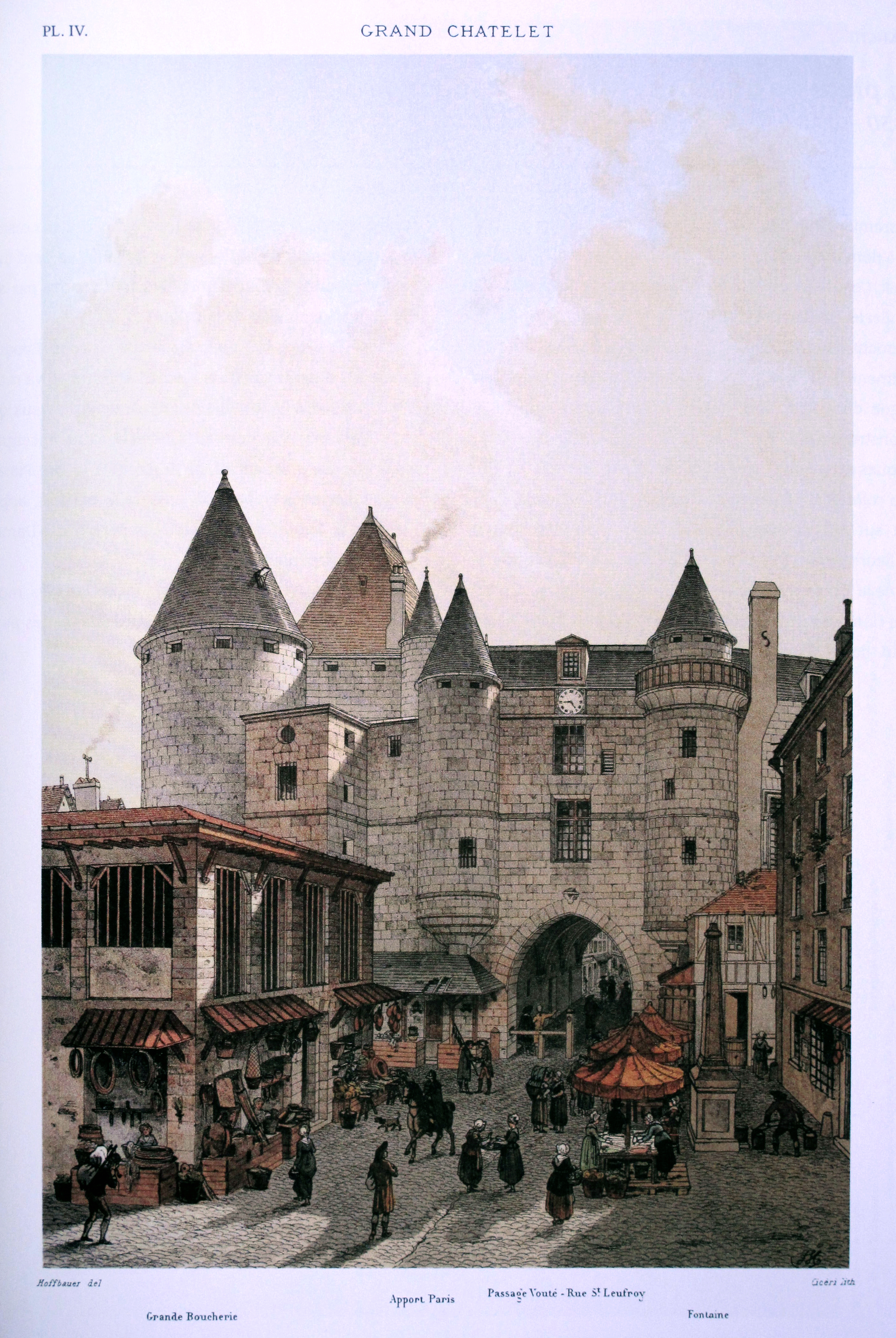
Passage voûté, rue Saint-Leufroy
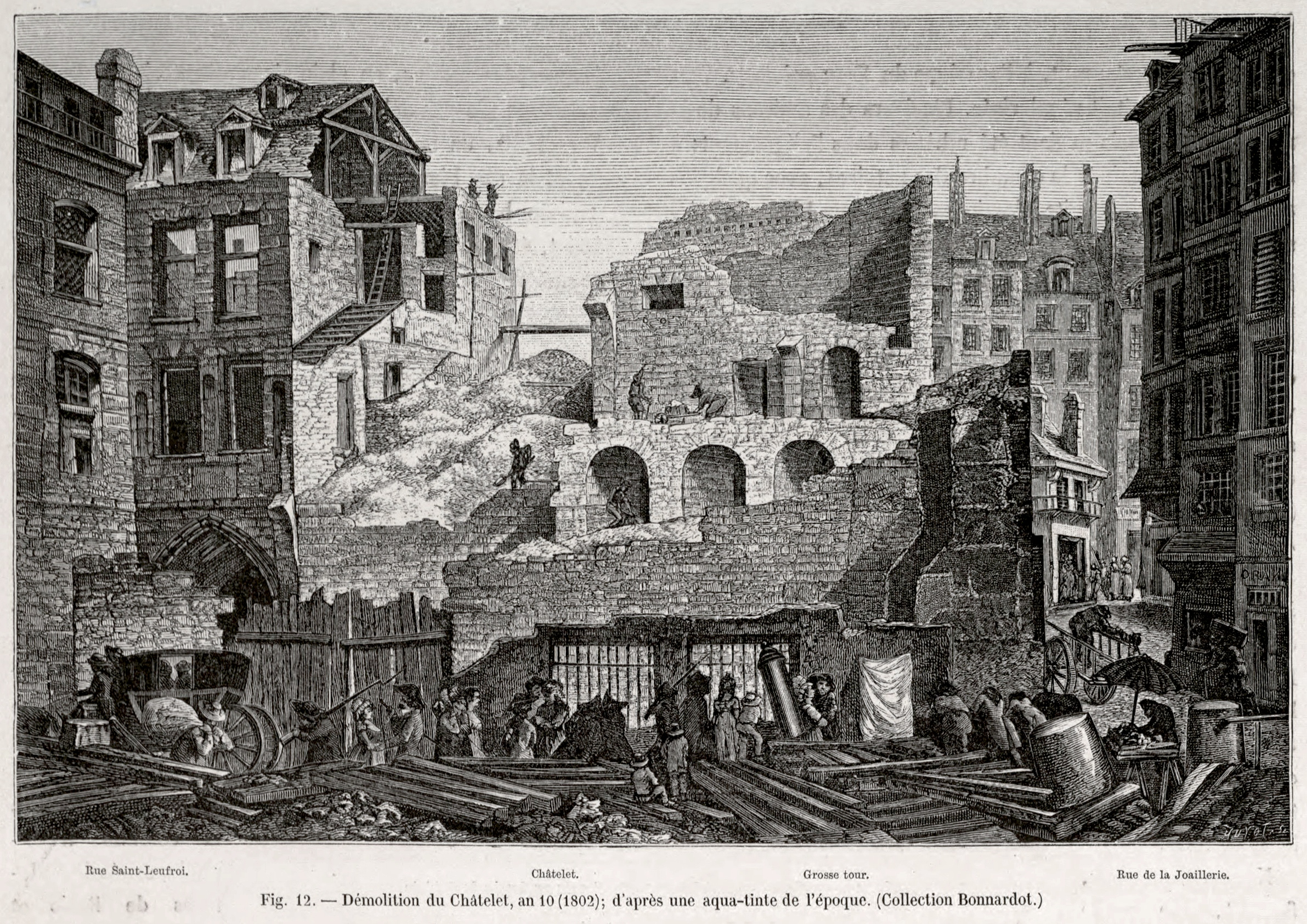
Démolition du Châtelet, an X (1802).